# Basa (Rugerero)
Basa ist eine von sieben Zellen (Verwaltungseinheiten 4. Ebene) im Sektor Rugerero des Distrikts Rubavu in der Westprovinz von Ruanda. Sie liegt östlich der Stadt Gisenyi auf einer Höhe von etwa 1740 m. Nachbarzellen sind im Norden Burinda, im Nordosten Nyarushyamba, im Osten Bisizi, im Süden Muhira, im Südwesten Rugerero und im Nordwesten Murambi. Entlang der Ostgrenze von Muhira verläuft eine von der Nationalstraße 2 nach Norden abgehende District Road.